# Ambra (sous-marin)
Le Ambra (en français : Ambre) est un sous-marin de la classe Perla (sous-classe de la Serie 600, en service dans la Regia Marina lancé au milieu des années 1930 et ayant servi pendant la Seconde Guerre mondiale.

## Caractéristiques
Les sous-marins de la classe Perla sont des sous-marins de petite croisière dérivés de la série Sirena, pour lesquels ils subissent une légère augmentation du déplacement et de la distance parcourue grâce aux améliorations et à l'installation de nouveaux équipements de climatisation ; des équipements plus modernes sont également installés à bord, notamment un radiogoniomètre pouvant être contrôlé depuis l’intérieur du navire. Entre les sous-marins construits à Monfalcone et ceux construites à La Spezia, il y a des différences extérieures, surtout à l'extrémité du massif.
Leur déplacement à pleine charge prévu était de 695 tonnes en surface et de 855 tonnes en immersion, mais variait quelque peu selon le sous-marin et le constructeur. Les sous-marins avaient une longueur de 60,20 m, une largeur de 6,4 m et un tirant d'eau de 4,6 m à 4,70 m.
Pour la navigation en surface, les sous-marins étaient propulsés par deux moteurs diesel Fiat, chacun entraînant un arbre porte-hélice d'une puissance totale de 675-750 ch (503-559 kW). En immersion, chaque hélice était entraînée par un moteur électrique CRDA de 400 ch (298 kW). Ces moteurs électriques étaient alimentés par une batterie d'accumulateurs au plomb composée de 104 éléments. Ils pouvaient atteindre 14 noeuds (26 km/h) en surface et 7,5 noeuds (13,9 km/h) sous l'eau. En surface, la classe Perla avait une autonomie de 5 200 milles nautiques (9 600 km) à 8 noeuds (15 km/h), en immersion, elle avait une autonomie de 74 milles nautiques (137 km) à 4 noeuds (7,4 km/h).
Les sous-marins étaient armés de six tubes lance-torpilles internes de 53,3 cm (21,0 in), quatre à l'avant et deux à l'arrière. Une torpille de rechargement était transportée pour chaque tube, pour un total de douze. Ils étaient également armés d'un canon de pont de canon OTO de 100 mm (4 pouces) pour le combat en surface. L'armement antiaérien léger consistait en une ou deux paires de mitrailleuses Breda Model 1931 de 13,2 mm (0,52 in).

## Construction et mise en service
Le Ambra est construit par Odero-Terni-Orlando  (OTO) sur le chantier naval Cantiere navale del Muggiano de La Spezia en Italie, et mis sur cale le 28 août 1935. Il est lancé le 28 mai 1936 et est achevé et mis en service le 4 août 1936. Il est commissionné le même jour dans la Regia Marina.

## Historique
Au début de 1940, le Ambra se trouve à Tobrouk en Libye. Puis il se déplace à Tarente. Après l'entrée de l'Italie dans la Seconde Guerre mondiale, il opère à la fois dans le golfe de Tarente (en fonction défensive) et dans les eaux proches d'Alexandrie (dans les tâches exploratoires)
Aux premières heures du 16 décembre 1940, il est repéré par deux navires britanniques et soumis à douze heures de chasse anti-sous-marine, mais il parvient à s'échapper indemne.
En mars 1941 (alors commandé par le lieutenant de vaisseau (tenente di vascello) Mario Arillo), il est envoyé, avec les sous-marins Ascianghi et Dagabur, dans une zone située entre Alexandrie et le Cap Krio. Le 24, il arrive dans son secteur d'opérations. Le 31 mars, il se met en route pour le retour, mais à 2h37 du matin, il rencontre un grand convoi escorté, naviguant à une distance d'environ 2 000 mètres et à une vitesse de 10 nœuds. Se rapprocher, à 2h44, il tire trois torpilles sur le navire, restant à la surface même après le lancement pour s'assurer du résultat. Deux des torpilles frappent le navire, le croiseur léger britannique HMS Bonaventure (31), qui escorte, avec trois destroyers, un convoi de deux transports (le Bonaventure a peut-être été endommagé plus tôt par le Dagabur) - qui coule à la position géographique de 32° 20′ N, 26° 35′ E, emmenant avec lui 138 hommes (23 officiers et 115 sous-officiers et marins), tandis que les survivants sont secourus par le destroyer HMS Hereward (H93),. Le 'Ambra plonge ensuite, échappant à une riposte de sept attaques de grenades sous-marines du destroyer HMAS Stuart (D00), ce qui dure plusieurs heures. Cette action a été l'un des meilleurs succès remportés par les sous-marins italiens contre les navires de guerre.
Entre mars et avril 1942, il est transformé en navire d'assaut sous-marin "d'approche", avec l'application de trois cylindres porte-conteneurs pour le transport de Siluro a Lenta Corsa (SLC) résistant jusqu'à 90 mètres de profondeur. Ils étaient placés sur le pont, un à l'avant de la tourelle et les deux autres, couplés, à l'arrière de celle-ci,.

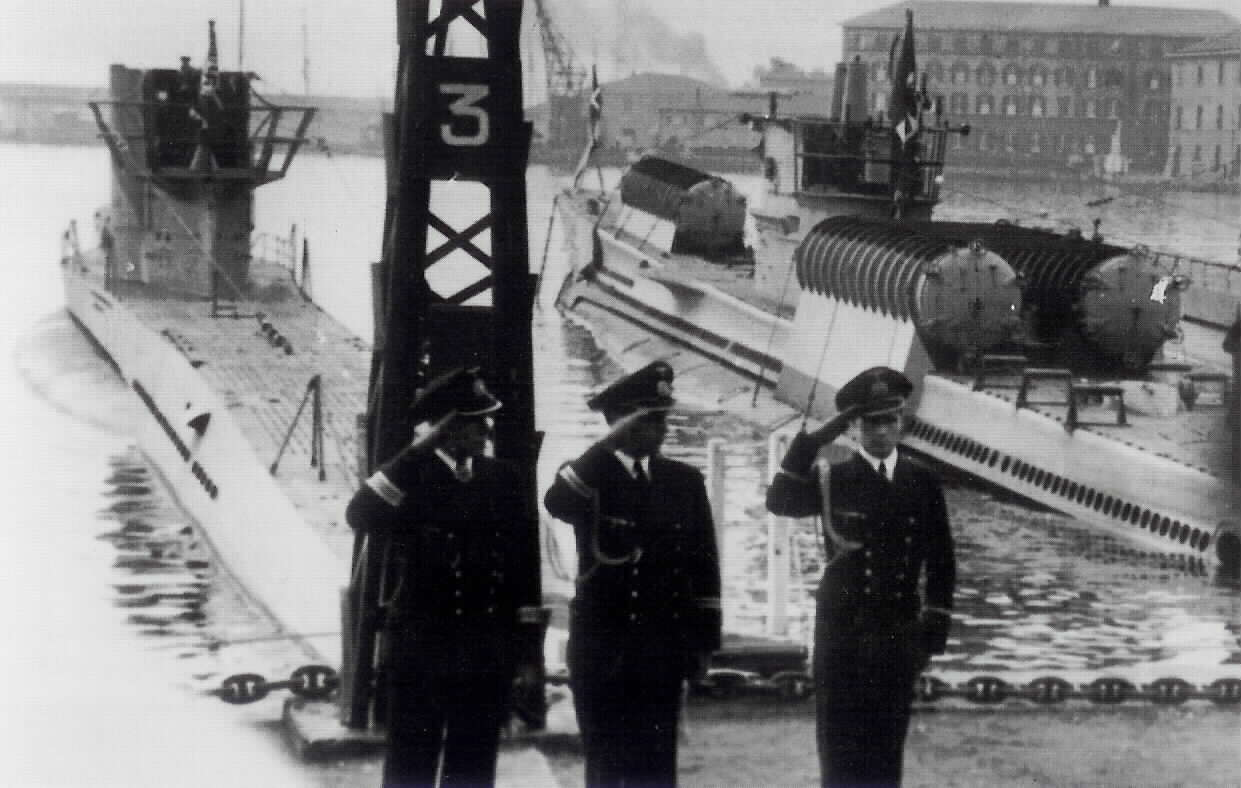
Le Ambra avec ses containeurs à côté d'un U-Boot type VII-C à La Spezia le 4 mars 1942

En avril 1942, il reçoit sa première mission spéciale (opération "G.A. 4"): une attaque de SLC sur la base d'Alexandrie. Cette mission aurait dû compléter et aggraver les effets du précédent raid dans le port d'Alexandrie: ses cibles auraient été le cuirassé HMS Queen Elizabeth (00) - qui, malgré les très graves dégâts, avait été renfloué et amené à un dock flottant - et le grand navire de soutien sous-marin HMS Medway (1928). Le Ambra quitte La Spezia le 29 avril et, le 5 mai, accosté à la base de Leros en Grèce. Après avoir embarqué trois SLC et 9 opérateurs de la Xe Flottiglia MAS (4 officiers et 5 sous-officiers et marins; 6 étaient affectés à l'attaque et 3 à la réserve), le sous-marin est arrivé le 6 mai, et après avoir réparé quelques pannes, il quitte Leros le 12 mai, pour arriver au large d'Alexandrie deux jours plus tard. Vers sept heures du soir, il atteint une profondeur de dix mètres à quelques centaines de mètres du rivage, et à 20h50, il relâche le SLC. Cependant, le sous-marin se déplace par le courant de quelques kilomètres du point prévu, et le commandant Arillo estime qu'il n'a pas besoin de le signaler aux équipages du SLC (d'ailleurs, il n'en est pas sûr lui-même). De plus, ce n'est pas le seul problème: un des pilotes du SLC, le capitaine Egil Chersi, se sent malade et doit être remplacé en même temps que son second. Après la sortie, un des SLC, en panne, doit être coulé et les deux opérateurs doivent rejoindre le rivage à la nage. Les équipages des deux autres embarcations, incapables de trouver l'endroit, doivent également couler leurs SLC et nager jusqu'au rivage (les 6 opérateurs sont alors capturés, 4 immédiatement et les deux autres le 29 juin). Le Ambra, parti des eaux alexandrines vers 21 heures, arrive à La Spezia le 24 mai à midi.
Le 1er décembre 1942, l'opération "N.A. 1" débute contre le port d'Alger. Le Ambra est censé faire entrer dans le port algérien une force mixte : trois SLC avec leurs équipages (6 hommes) et 10 hommes "Gamma" (plongeurs) du X MAS (les "Gamma" étaient composés d'éléments de la marine et de l'armée de terre, 5 et 5; leur commandant était le lieutenant du corps d'armes navales Agostino Morello); le sous-marin aurait libéré les "Gamma" et les SLC en se couchant sur le fond, tandis que deux hommes du X MAS seraient restés à la surface, à la verticale, faisant office de vigie. Le 4 décembre, en début d'après-midi, le sous-marin quitte La Spezia, et trois jours plus tard, il est arrivé au large des côtes algériennes. Cependant, en raison des mauvaises conditions météorologiques et maritimes, il doit attendre le 11 décembre pour pouvoir s'approcher d'Alger afin d'entamer la phase finale de l'opération. Naviguant à grande profondeur pour éviter la forte vigilance, et avec un échosondeur défectueux, le sous-marin touche brusquement le fond à environ 90 mètres, vers 17 heures. Puis, se "traînant" à l'aveugle, le Ambra remonte du fond (qui s'élève près du rivage) jusqu'à une profondeur de 18 mètres. Cependant, lorsque les deux vigies sont envoyées à la surface, il s'avère que la côte n'est pas visible, de même qu'aucun navire ne peut être vu.
Recommençant à avancer près du fond, interrompant de temps en temps pour envoyer les vigies à la surface, le sous-marin se retrouve finalement à l'intérieur de la rade, avec 6 navires marchands amarrés tout autour. Comme le Ambra est déjà en retard par rapport aux plans, les raiders sont envoyés (d'abord les "Gamma", entre 22h30 et 23h00, puis les SLC entre 23h00 et 23h20). Cependant, les raiders n'ont pas agi de manière coordonnée: seul un des SLC et cinq "Gamma" ont réussi à mener l'attaque, tandis que les autres se sont dépêchés d'essayer de revenir au sous-marin et que l'un d'eux s'est rendu aux autorités locales, déclenchant ainsi l'alarme. Malgré le risque (c'était en fait la recherche des agresseurs qui était en cours), le Ambra reste au fond jusqu'à 2h54 du matin (l'heure limite était 1h du matin), avant de devoir partir sans que personne soit revenu (les agresseurs sont tous tombés prisonniers)..
Lors de l'évacuation, il y a également une collision avec une épave, heureusement sans conséquences. Après avoir atteint la haute mer, ce n'est qu'à 19h45 le 12 décembre - après avoir été immergé pendant 36 heures - que le Ambra peut remonter à la surface. Le 15 à midi, le sous-marin accoste à La Spezia. Malgré tout, l'opération "N.A. 1" s'est avérée être un succès: même si moins de la moitié des raiders ont réussi à placer les charges explosives, les vapeurs Ocean Vanquisher (7 174 tonneaux de jauge brute ou tjb) et Berto (1 493 tjb) ont été coulés, et deux autres grands navires marchands, les Empire Centaur (7 041 tjb) et Armattan (4 558 tjb) ont été gravement endommagés,. Le commandant Mario Arillo a reçu la Médaille d'or de la valeur militaire; douze des raiders ont été décorés de la Médaille d'argent de la valeur militaire et un autre de la Croix militaire de la valeur militaire.
La troisième et dernière mission du Ambra a lieu pendant la campagne de Sicile: l'Opération Husky. Le commandant du sous-marin n'est plus Mario Arillo, mais le capitaine de corvette Renato Ferrini. Dans la nuit du 17 au 18 juillet 1943, le sous-marin, avec à son bord trois canots explosifs MTR (Barchino esplosivo), navigue près de Syracuse pour attaquer les navires amarrés dans la zone, mais vers trois heures, il est repéré par un avion anti-sous-marin et frappé par des grenades sous-marines, devant faire surface avec de graves dégâts,. Remorqué à Naples par le torpilleur Partenope, après des réparations temporaires, le Ambra s'installe à La Spezia le 27 juillet.
Lors de la proclamation de l'armistice du 8 septembre 1943 (Armistice de Cassibile), il est encore en réparation et est sabordé. Repris par les Allemands pour réparation, il est coulé dans le port en 1944 lors d'un bombardement aérien,,.
En tout, le sous-marin avait effectué 31 missions de temps de guerre, y compris des missions d'exploration offensive, de transfert et d'incursion, couvrant un total de 16 890 milles nautiques en surface (31 280 km) et 2 747 milles nautiques (5 087 km) sous l'eau, et ayant reçu la médaille d'argent pour la valeur militaire.